# My Little Pony: Pony Life
My Little Pony: Pony Life – irlandzko-amerykański serial animowany, który jest oparty na serii zabawek My Little Pony i animacjach firmy Hasbro. Jest to spin-off serialu My Little Pony: Przyjaźń to magia.
Serial początkowo miał zostać premierowo wyemitowany w Stanach Zjednoczonych 13 czerwca 2020 roku na kanale Discovery Family, ale premiera została przesunięta na 7 listopada. Światowa premiera serialu odbyła się w Kanadzie 21 czerwca 2020 roku na kanale Treehouse TV. Polska emisja na kanale MiniMini+ rozpoczęła się 7 września 2020 roku. Amerykańska premiera serialu odbyła się 7 listopada 2020 roku.
Potwierdzony został drugi sezon serialu, którego premiera odbyła się w Wielkiej Brytanii 2 kwietnia 2021 roku. Amerykańska premiera drugiego sezonu odbyła się 10 kwietnia 2021 roku, zaś dzień później odbyła się jego polska premiera w serwisie Player+.

## Opis fabuły
Kucyki Pony przenoszą się do Sugarcube Corner, miejskiej piekarni, którą prowadzi Pinkie Pie. Jednak w tym miejscu jest tajemnicza kryjówka pełna magicznych eliksirów, które mają być ujawnione, dopiero gdy zajdzie potrzeba.

## Obsada
- Tara Strong – Twilight Sparkle
- Ashleigh Ball –
  - Applejack,
  - Rainbow Dash
- Andrea Libman –
  - Fluttershy,
  - Pinkie Pie
- Tabitha St. Germain –
  - Rarity,
  - Spike
- Nicole Oliver – Księżniczka Celestia
- Trevor Devall – Fancy Pants
- Madeleine Peters – Scootaloo
- Michelle Creber – Apple Bloom
- Claire Corlett – Sweetie Belle
- Peter New – Discord
- Kathleen Barr – Trixie Lulamoon
- Chanelle Peloso – Potion Nova

## Spis odcinków

### Odcinki krótkometrażowe (2020)
| Nr  | Tytuł                                              | Tytuł polski | Premiera         | Premiera w Polsce |
| --- | -------------------------------------------------- | ------------ | ---------------- | ----------------- |
| S1  | Potion Party                                       | ---          | 24 stycznia 2020 | nieemitowany      |
| S2  | Cake Off                                           | ---          | 31 stycznia 2020 | nieemitowany      |
| S3  | Fashion Failure                                    | ---          | 7 lutego 2020    | nieemitowany      |
| S4  | Valentine's Day Card                               | ---          | 14 lutego 2020   | nieemitowany      |
| S5  | Pillow Fight                                       | ---          | 21 lutego 2020   | nieemitowany      |
| S6  | Ice & Slice                                        | ---          | 28 lutego 2020   | nieemitowany      |
| S7  | Snow Pony Contest                                  | ---          | 6 marca 2020     | nieemitowany      |
| S8  | Pie Assembly Line                                  | ---          | 13 marca 2020    | nieemitowany      |
| S9  | Snowball Fight                                     | ---          | 20 marca 2020    | nieemitowany      |
| S10 | Magician Pinkie Pie                                | ---          | 27 marca 2020    | nieemitowany      |
| S11 | Pinkie Pie Wants to Play!                          | ---          | 3 kwietnia 2020  | nieemitowany      |
| S12 | Pinkie vs. the Flowers                             | ---          | 12 kwietnia 2020 | nieemitowany      |
| S13 | Rarity's Paintful Pony Portrait                    | ---          | 17 kwietnia 2020 | nieemitowany      |
| S14 | Rainy Day Puddle Play                              | ---          | 24 kwietnia 2020 | nieemitowany      |
| S15 | Fluttershy's Hiccups                               | ---          | 1 maja 2020      | nieemitowany      |
| S16 | Gem of a Problem                                   | ---          | 8 maja 2020      | nieemitowany      |
| S17 | Dance Dance                                        | ---          | 15 maja 2020     | nieemitowany      |
| S18 | Volleyball Game Between Rainbow Dash and Applejack | ---          | 20 maja 2020     | nieemitowany      |
| S19 | Carving Contest                                    | ---          | 29 maja 2020     | nieemitowany      |
| S20 | The Great Race                                     | ---          | 5 czerwca 2020   | nieemitowany      |
| S21 | Book Filled Adventure                              | ---          | 11 czerwca 2020  | nieemitowany      |
| S22 | Hat in the Way                                     | ---          | 16 czerwca 2020  | nieemitowany      |

### Seria 1 (2020)
| Nr | Tytuł                                                          | Tytuł polski                                                     | Premiera         | Premiera w Polsce |
| -- | -------------------------------------------------------------- | ---------------------------------------------------------------- | ---------------- | ----------------- |
| 1  | Princess Probz                                                 | Księżniczkowe kłopoty                                            | 21 czerwca 2020  | 7 września 2020   |
| 2  | The Best of the Worst                                          | Najlepszy z najgorszych                                          | 21 czerwca 2020  | 8 września 2020   |
| 3  | How Applejack Got Her Hat Back                                 | Jak Applejack odzyskała swój kapelusz                            | 28 czerwca 2020  | 8 września 2020   |
| 4  | Cute-Pocalypse Meow                                            | Słodkie Zmiałtwienia                                             | 28 czerwca 2020  | 9 września 2020   |
| 5  | Bad Thing No. 3                                                | Nieszczęścia chodzą trójkami                                     | 5 lipca 2020     | 7 września 2020   |
| 6  | Pinkie Pie: Hyper-Helper                                       | Pinkie Pie: Pomagaczka!                                          | 5 lipca 2020     | 9 września 2020   |
| 7  | The Trail Less Trotten / Death of a Sales-Pony                 | Szlak szalonej skautki / Sprzedaż rusza z kopyta                 | 12 lipca 2020    | 10 września 2020  |
| 8  | Bighoof Walking / The Fluttershy Effect                        | Wielkie Kopyto! / Efekt motyla                                   | 12 lipca 2020    | 10 września 2020  |
| 9  | The Fast and Furriest / Disappearing Act                       | Słodcy i wściekli / Znikające kuce                               | 19 lipca 2020    | 11 września 2020  |
| 10 | Badge of Shame / Discord's Peak                                | Mistrzyni instrukcji / Wulkanie                                  | 19 lipca 2020    | 11 września 2020  |
| 11 | A Camping We Will Go / Campfire Stories                        | Strefa końfortu / Krąg opowieści                                 | 26 lipca 2020    | 14 września 2020  |
| 12 | Friendship Games / Dol-FIN-ale                                 | Bransoletki przyjaźni / DelFINAŁ                                 | 26 lipca 2020    | 14 września 2020  |
| 13 | Potion Mystery / Sick Day                                      | Tajemnica napoju / Zakichany dzień                               | 2 sierpnia 2020  | 15 września 2020  |
| 14 | Meet Potion Nova! / Pony Surfin' Safari                        | Oto Potion Nova / Tajemnica Trójkąta Słodziutkiego               | 2 sierpnia 2020  | 15 września 2020  |
| 15 | All Bottled Up / All That Jitters                              | Zabutelkowane / Emocje aż kipią                                  | 9 sierpnia 2020  | 16 września 2020  |
| 16 | I, Cookie / Keynote Pie                                        | Frankenciastka / E-Pinkie                                        | 9 sierpnia 2020  | 16 września 2020  |
| 17 | Ponies of the Moment / One Click Wonder                        | Kucykowe gwiazdy / Sława za jedno kliknięcie                     | 23 sierpnia 2020 | 17 września 2020  |
| 18 | Zound Off / Unboxing Day                                       | Dźwięki udręki / Cel? Pudło                                      | 23 sierpnia 2020 | 17 września 2020  |
| 19 | Don't Look a GIF Horse in the Mouth / The Root of It           | Obdarowanemu kucykowi zagląda się w głowę / Nowa grzywa, nowa ja | 30 sierpnia 2020 | 18 września 2020  |
| 20 | The Mysterious Voice / The 5 Habits of Highly Effective Ponies | Tajemniczy głos / Pięć nawyków najbardziej wpływowych kucyków    | 30 sierpnia 2020 | 18 września 2020  |
| 21 | Game Knight / Director Spike's Mockumentary                    | Wieczór gier / Mokument Spike'a                                  | 6 września 2020  | 21 września 2020  |
| 22 | Whoof-dunnit / Dear Tabby                                      | Szlaki i poszlaki / Droga Tabby                                  | 6 września 2020  | 21 września 2020  |
| 23 | Pie Vs. Pie / Superb Six                                       | Pie kontra Pie / Superbrygada                                    | 13 września 2020 | 22 września 2020  |
| 24 | The Debut Taunt / Flutterdash                                  | Wycięte marzenia / Flutter – Dash                                | 13 września 2020 | 22 września 2020  |
| 25 | The Rarity Report / The Great Divide                           | Raport Rarity / Wielkie podziały                                 | 20 września 2020 | 23 września 2020  |
| 26 | The Great Collide / Sportacular Spectacular Musical            | Wielkie starcie / Spektakularny, Muzyczno-Muskularny Show        | 20 września 2020 | 23 września 2020  |

### Seria 2 (2021)
| Nr | Tytuł                                                     | Tytuł polski                                                      | Premiera         | Premiera w Polsce |
| -- | --------------------------------------------------------- | ----------------------------------------------------------------- | ---------------- | ----------------- |
| 27 | Cute Impact / The Crystal Capturing Contraption           | Słodkie uderzenie / Łakomy łapacz kryształków z kosmicznej komety | 2 kwietnia 2021  | 11 kwietnia 2021  |
| 28 | The Comet Section / Cotton Candy-Colored Glasses          | Bardzo długi festiwal / Kosmiczna katastrofa                      | 10 kwietnia 2021 | 12 kwietnia 2021  |
| 29 | Close Encounters of the Balloon Kind / The Tiara of Truth | Niezidentyfikowany obiekt balonowy / Diadem prawdy                | 17 kwietnia 2021 | 14 kwietnia 2021  |
| 30 | Terrorarium / Bubble Trouble                              | Terrorarium / Bańkowe kłopoty                                     | 17 kwietnia 2021 | 15 kwietnia 2021  |
| 31 | Time After Time Capsule / The Great Cowgirl Hat Robbery   | Czas po kapsule czasu / Kosmiczna kradzież kapelusza kowbojskiego | 24 kwietnia 2021 | 16 kwietnia 2021  |
| 32 | Planet of the Apps / Back to the Present                  | --- / ---                                                         | 24 kwietnia 2021 | nieemitowany      |
| 33 | Magical Mare-story Tour / Life of Pie                     | Wycieczka ekspresowa / Życie Pie                                  | 1 maja 2021      | 13 kwietnia 2021  |
| 34 | The Rarest of Occasions / Portal Combat                   | Najrzadsza z okazji / Portal Combat                               | 1 maja 2021      | 14 kwietnia 2021  |
| 35 | What Goes Updo / Communication Shakedown                  | Wyczesane / Problemy na łączach                                   | 8 maja 2021      | 15 kwietnia 2021  |
| 36 | Lolly-Pop / Little Miss Fortune                           | Lolly-Pop / Nie-szczęście                                         | 8 maja 2021      | 16 kwietnia 2021  |
| 37 | Playwright or Wrong / The Shows Must Go On                | Konflikty artystyczne / Przedstawienia muszą trwać dalej          | 15 maja 2021     | 17 kwietnia 2021  |
| 38 | The De-stress Ball / Mad Props                            | --- / ---                                                         | 15 maja 2021     | nieemitowany      |
| 39 | Magic Is Ahoof / Journey to the Center of the 'cord       | --- / ---                                                         | 22 maja 2021     | nieemitowany      |
| 40 | One Last Wish / Wild Hearts Beats                         | --- / ---                                                         | 22 maja 2021     | nieemitowany      |